# Appelez-moi Mathilde
Pour plus de détails, voir Fiche technique et Distribution.
Appelez-moi Mathilde est une comédie française réalisée par Pierre Mondy en 1969.

## Synopsis
Alors qu'elle rentre avec son mari, riche industriel, d'une soirée à l'Opéra, Mathilde de Blanzac est enlevée. Ses ravisseurs, de pathétiques pieds-nickelés, commencent par la séquestrer chez Petit Jean, un paysan demeuré, avant de réclamer une rançon à son époux. Au même moment, Hubert de Pifre, pilote de chasse en perdition, s'éjecte au-dessus de la ferme de Petit Jean…

## Fiche technique
- Réalisateur : Pierre Mondy, assisté de Danielle Mainard
- Conseiller technique : Jacques Besnard
- Scénario et adaptation : Pierre Mondy et Francis Veber, d'après la pièce de théâtre L'Enlèvement de ce dernier, inspirée du rapt de l'épouse de Marcel Dassault le 22 mai 1964, et créée le 6 septembre 1968 au théâtre Édouard VII, à Paris.
- la pièce de ce dernier : L'Enlèvement.
- Dialogues : Francis Veber
- Images : Marcel Grignon
- Opérateur : Jean-Paul Schwartz, assisté de Robert Fraisse et Bernard Grignon
- Musique : Michel Legrand
- Arrangement et direction d'orchestre : Vladimir Cosma (Nouvelles éditions Barclay)
- Décors : François de Lamothe, assisté de Pierre Duquesne et Georges Richard
- Son : Antoine Petitjean, assisté de Gérard Dacquay
- Montage : Gilbert Natot, assisté de Françoise Laporte
- Régie générale : Alain Belmondo, Raymond Leplont
- Ensemblier : Guy Maugin
- Maquillage : Janine Jarreau
- Script-girl : Ariane Litaize
- Accessoiriste : Jean Vergne
- Costumière : Paulette Breil
- Les coiffures de J. Maillan sont de Lucie Saint-Clair
- Les bijoux de René Llonguet
- Chargé de presse : Claude Le Gac
- Photographe de plateau : Alexandre Choura
- Production: Mondex-Films, Columbia-Films
- Chef de production : Robert Amon
- Directeurs de production : Pierre Laurent, Claude Ganz
- Distribution : Columbia Films S.A
- Pellicule 35mm, Eastmancolor
- Enregistrement : Westrex
- Studio et Laboratoire : Eclair Paris
- Trucage et générique : C.T.R
- Année : 1969
- Durée : 1h37
- Genre : Comédie
- Date de sortie :  France : 10 décembre 1969
- Visa d'exploitation : 35665
- Affiche : René Ferracci (France)

## Distribution
- Jacqueline Maillan : Mathilde de Blanzac, la femme de Charles, enlevée
- Michel Serrault : François, le petit malfrat, père de Georges
- Robert Hirsch : Le lieutenant Hubert de Pifre, pilote de chasse
- Guy Bedos : Georges, le fils de François
- Jacques Dufilho : Petit Jean, le gardien de la ferme
- Bernard Blier : Charles de Blanzac, le mari de Mathilde
- Jacques Balutin : Le brigadier
- Harry-Max : Le père de François, complice du rapt
- Pierre Mondy : Le commissaire (non crédité)
- Stéphane Bouy : Le secrétaire de Charles
- Francis Veber : Le présentateur T.V
- Maurice Auzel : Un fermier
- Paul Pavel : Un fermier
- Jean-Claude Arnaud
- Maurice Ducasse

## Lieux de tournages
- Des scènes extérieures ont été tournées à Senlis et à l'Abbaye de Bray dans l'Oise (France).